# عود الصليب
عود الصليب أو ورد الحمر أو الفاوانيا نباتٌ عشبيٌّ حوليٌ أو مُعمّرٌ شبه متخشبٍ إلى مُتخشب، بريٌّ وزراعيٌّ يتكاثر بالبذور والعقل له أوراقٌ خنجريّة الشكل، وأزهارٌ حمراء تشبه أزهار الورد، ويعرف علميا باسم Paeonia officinalis ويعرف باسم عود الصليب وبوني وورد الحميد ويوجد منه ذكر وأنثى. يحتوي النبات على زيوتٍ طيّارةٍ وجلوكوزيدات ومواد راتنجيّة ومواد عفصية وأحماض عضوية وسكريات. وللفاوانيا استعمالات كثيرة لكن أكثرهاستعماله كمهدئ وضد التشنج.
كما يستعمل على هيئة مغلية ويستعمل أيضا كعصير وكصبغة وله أيضا اضراره فهو إذا أخذ بجرعات كبيرة يسبب تسمما شديدا ولذلك لا يجب استعماله الا تحت اشراف المختصين.
معظمها نباتات عشبية معمرة يبلغ ارتفاعها 0.25-1 متر (1-3 قدم)، لكن بعضها عبارة عن شجيرات خشبية يبلغ ارتفاعها 0.25-3.5 متر (1-11 قدم). لها أوراق مركبة، مفصصة بعمق وأزهار كبيرة، غالبًا ما تكون عطرة، بألوان تتراوح من الأرجواني والوردي إلى الأحمر أو الأبيض أو الأصفر، في أواخر الربيع وأوائل الصيف. تتميز الأزهار بموسم تزهر قصير، وعادة ما يتراوح من 7 إلى 10 أيام فقط.
تعتبر الفاونيا من أشهر نباتات الحدائق في المناطق المعتدلة. تُباع الفاونيا العشبية أيضًا كزهور مقطوفة على نطاق واسع، على الرغم من توفرها بشكل عام فقط في أواخر الربيع وأوائل الصيف.[8] المصدر الناشئ للفاوانيا في منتصف الصيف إلى أواخره هو سوق ألاسكا. توفر ظروف النمو الفريدة بسبب ساعات طويلة من ضوء الشمس توافرًا من ألاسكا عندما تكتمل المصادر الأخرى للحصاد.

## وصف

### علم التشكل المورفولوجيا
جميع نباتات البايونيا هي من النباتات المعمرة أو شجيرات نفضية، ذات جذور تخزين كثيفة وجذور رفيعة لتجميع المياه والمعادن. بعض الأنواع هي معنقدة، لأن التاج ينتج براعم عرضية، في حين أن البعض الآخر لديه رئد. لديهم أوراق مركبة كبيرة نوعًا ما بدون غدد ونباتات، وبها ثغور شاذة. في الأنواع الخشبية، يظهر النمو الجديد من براعم متقشرة على التدفق السابق أو من تاج الجذر. غالبًا ما تكون الأزهار المخنثين الكبيرة مفردة في نهاية الجذع. في بايونيا لاكتيفلورا والعديد من الأصناف التي ساهمت فيها هذه الأنواع، تنمو أزهار إضافية قليلة في محاور الأوراق. الزهور تغلق في الليل أو عندما تكون السماء ملبدة بالغيوم. يتم عرض كل زهرة بواسطة عدد من بركتس، والتي قد تشكل نوعًا من اللولب، لديها 3-7 كؤوس حرة صلبة وغالبًا 5-8، ولكن في بعض الأحيان تصل إلى 13 بتلة حرة. ومع ذلك، فإن هذه الفئات متداخلة، مما يجعل من الصعب تعيين بعضها، وقد يختلف عدد هذه الأجزاء. يوجد بداخلها العديد من الأسدية الحرة (50-160)، مع أنثرات مثبتة في قاعدتها بالخيوط، وهي متدلية الشكل، ومفتوحة بشقوق طولية في الجانب الخارجي وحبوب حبوب اللقاح الحرة التي تحتوي على ثلاثة فتحات أو مسام وتتكون من خليتين. داخل دائرة الأسدية يوجد قرص مفصص بارز إلى حد ما، ويفترض أنه لا يفرز الرحيق. يوجد داخل القرص عدد متنوع (1-15) من الكاربيل المنفصل، والتي تتميز بأسلوب قصير جدًا ووصمة عار متكررة. يتطور كل منها إلى ثمرة جافة (تسمى الجريب)، والتي تفتح بخياطة طولية وتحتوي كل منها على حبة أو بضع بذور سمين كبيرة. يتم تحديد النمو السنوي مسبقًا: إذا تمت إزالة الطرف المتنامي من الفروع، فلن تنمو براعم جديدة في هذا الموسم..

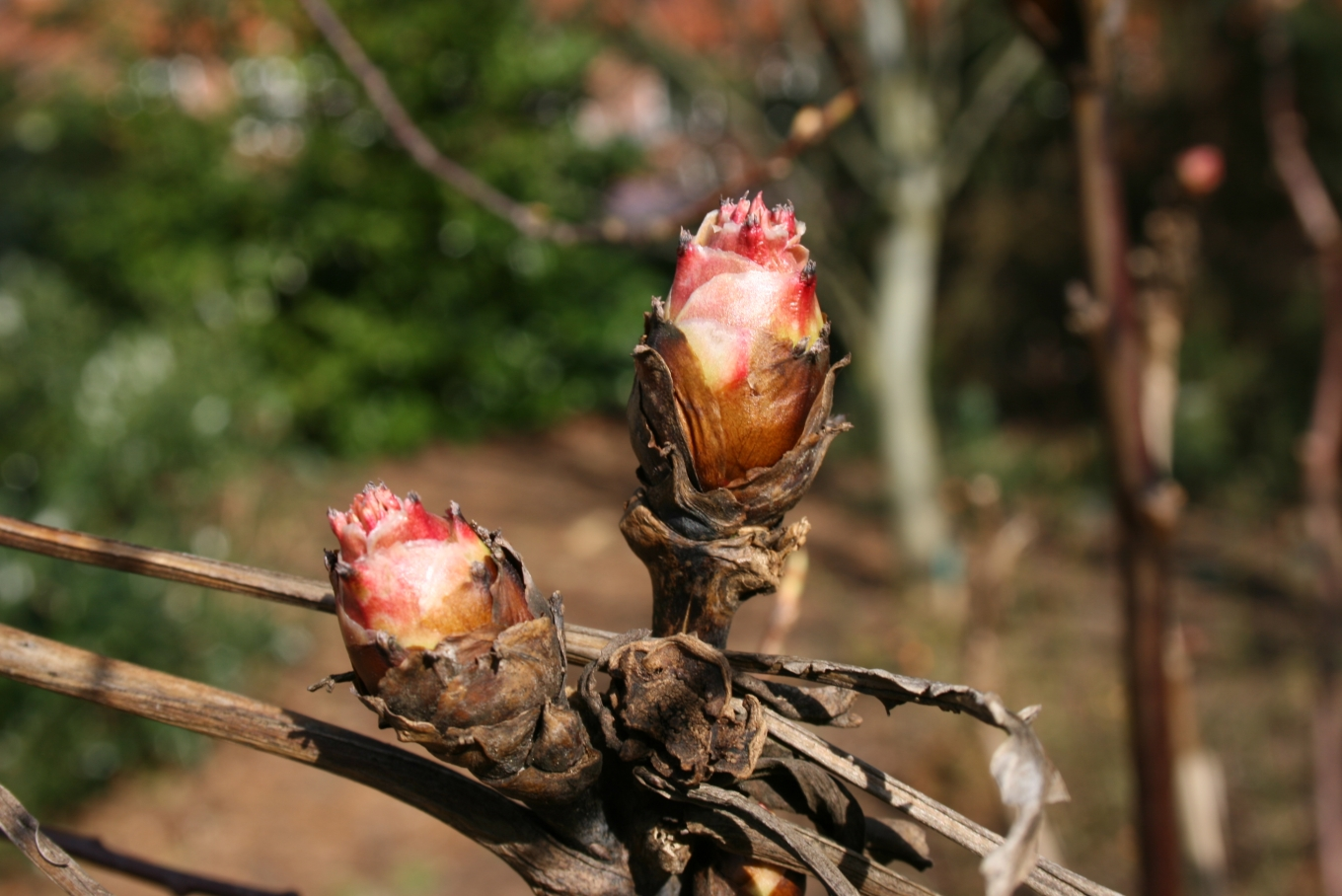
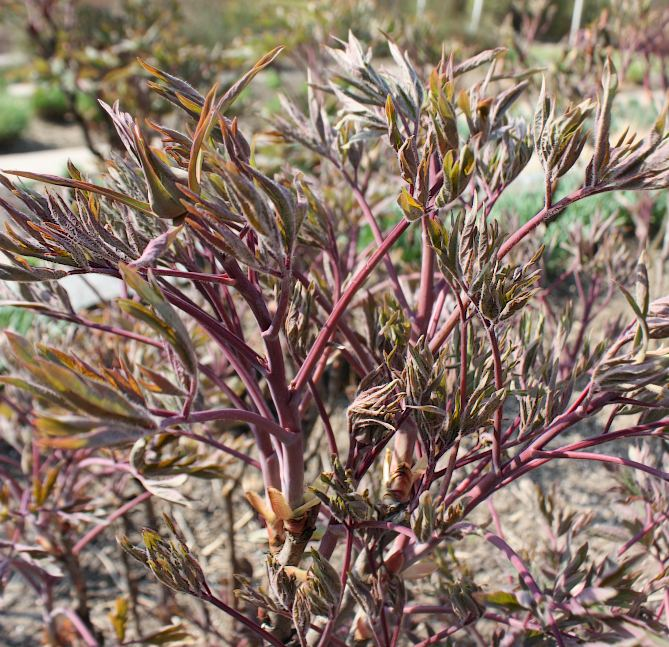
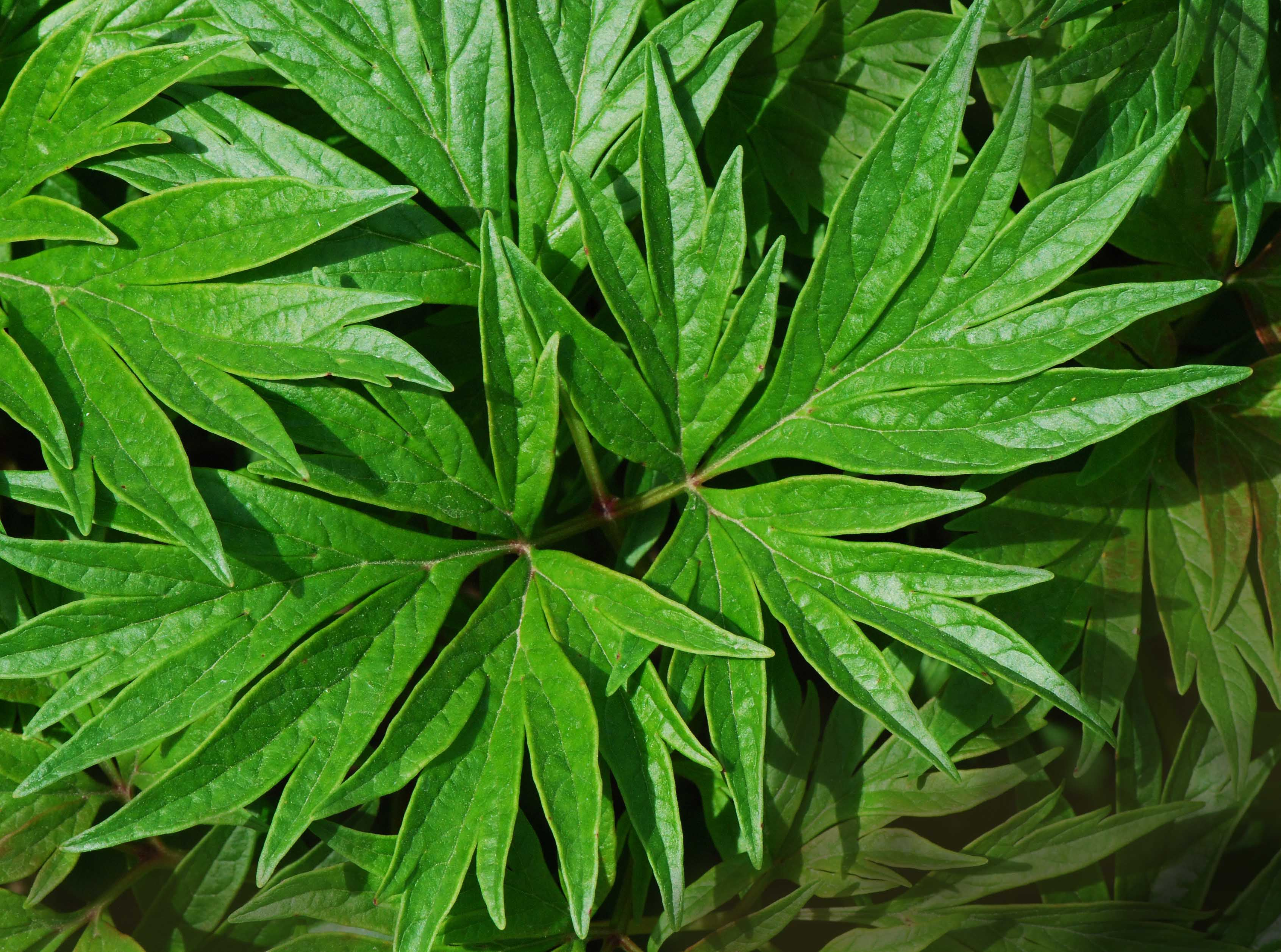
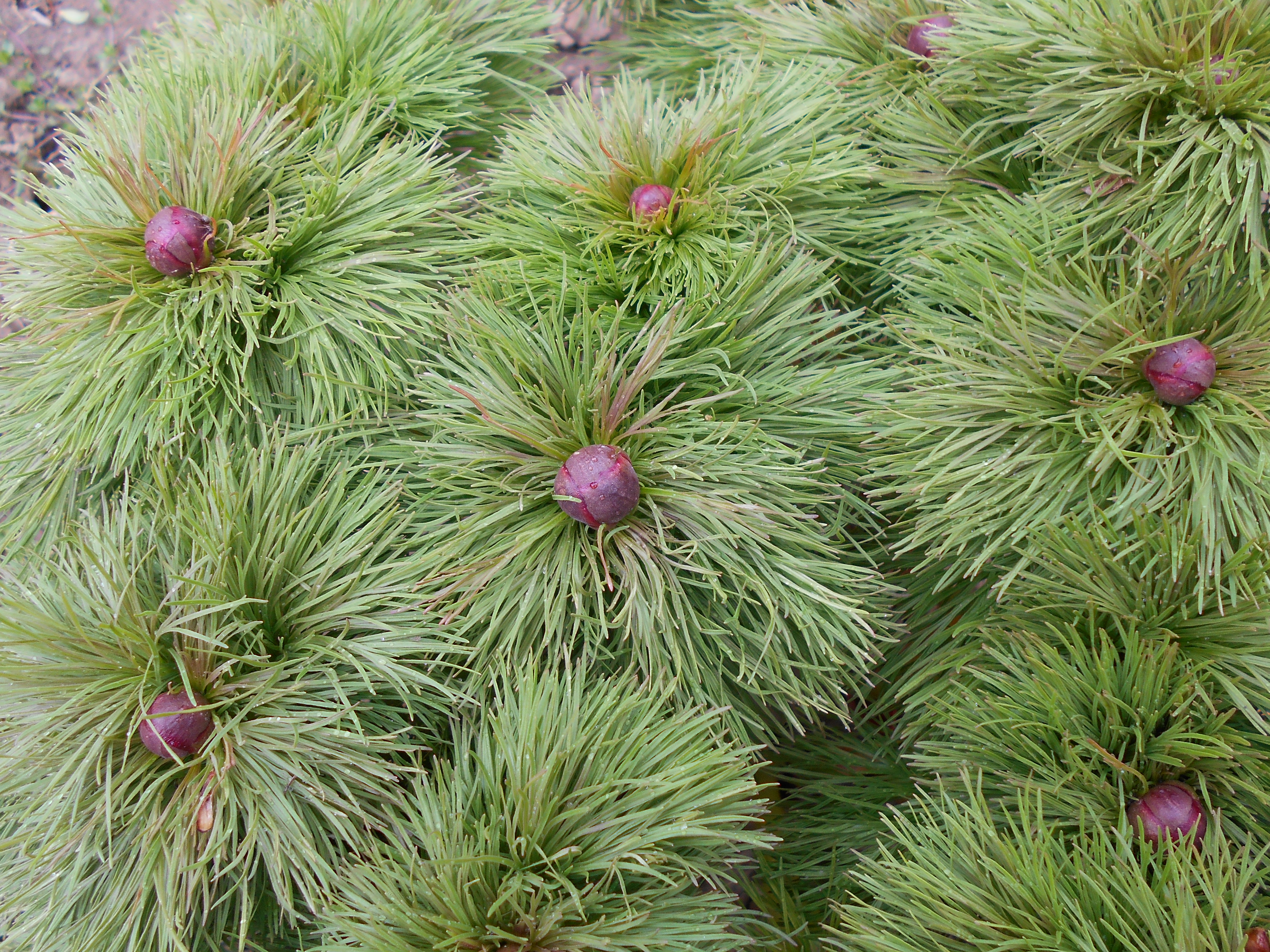
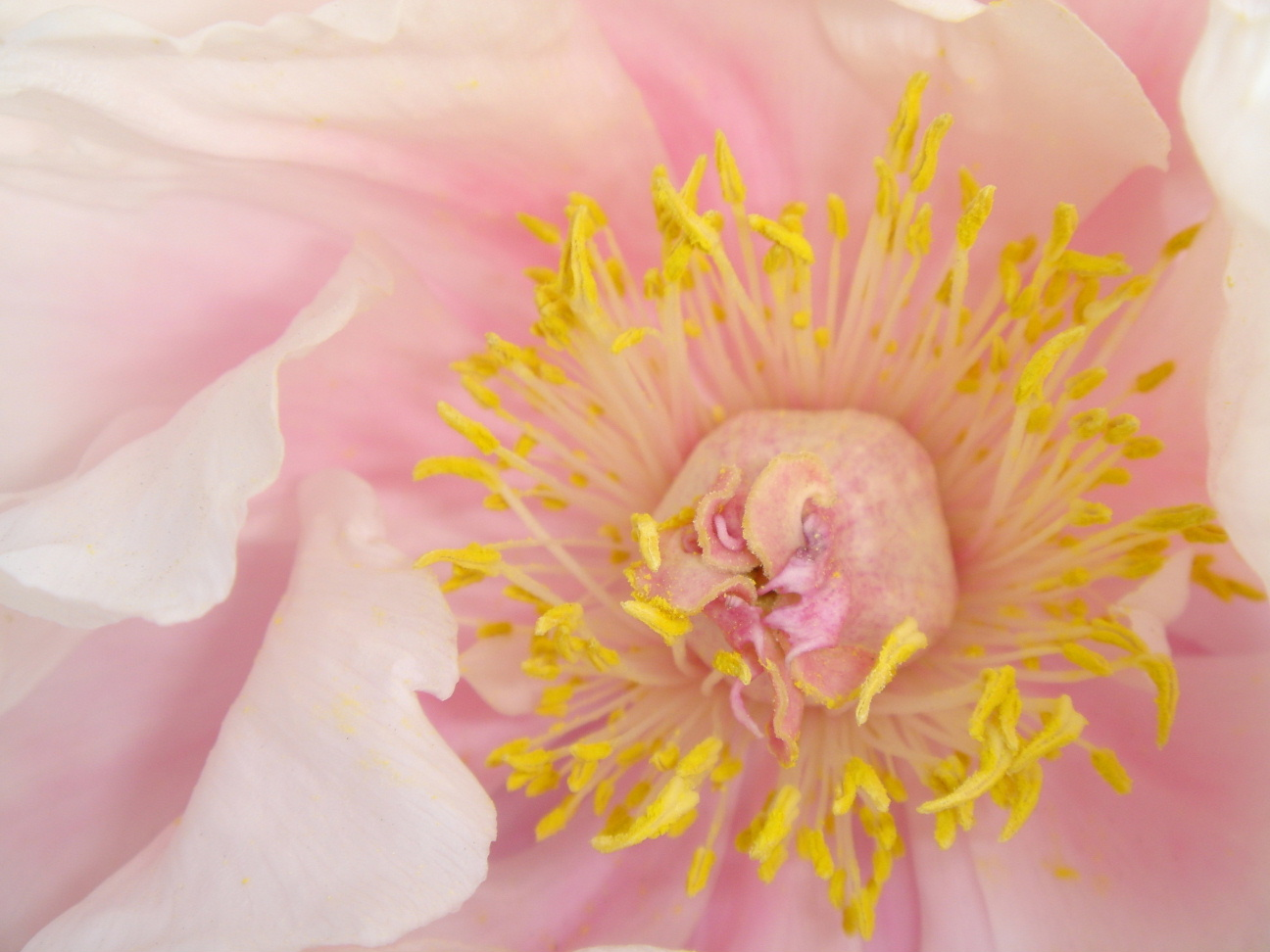
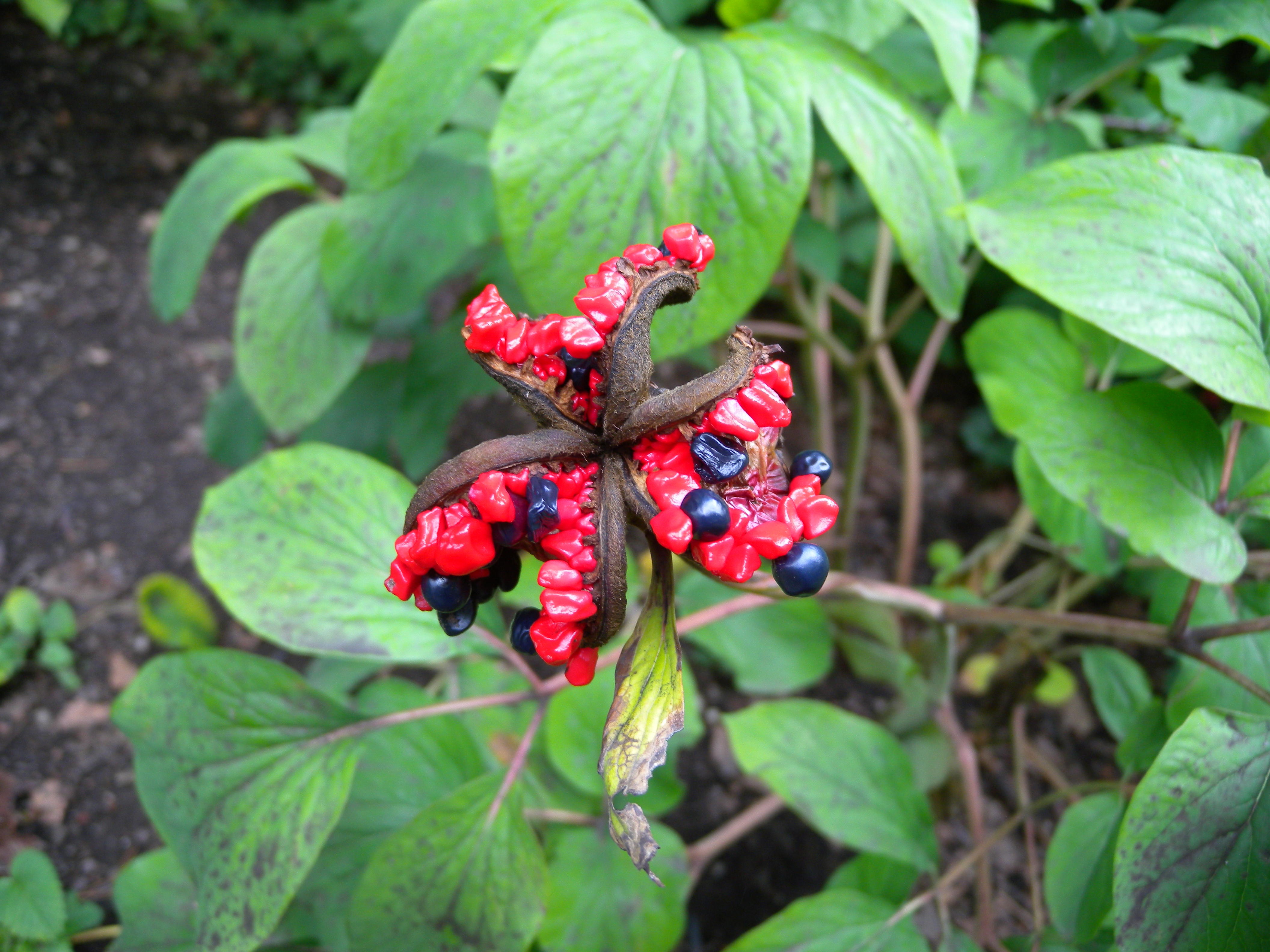
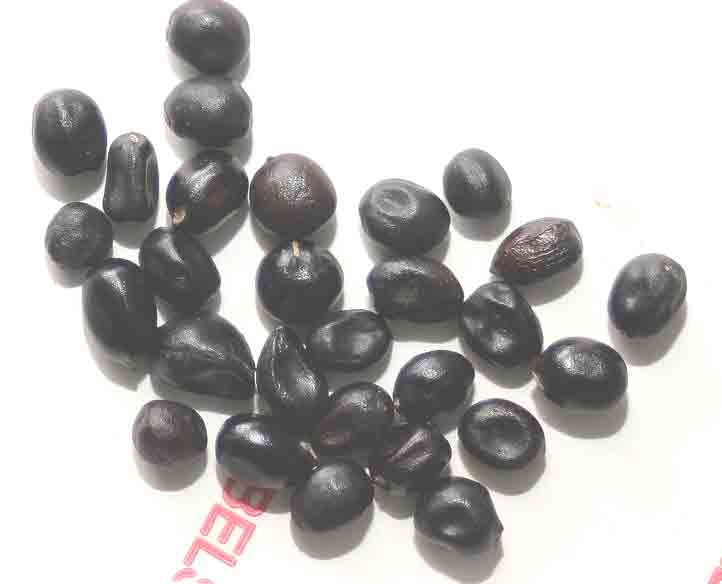